# Dieter Röss
Dieter Röß (né le 6 avril 1932 à Wurtzbourg) est un physicien allemand.

## Biographie
Roess étudie la physique à l'université de Wurtzbourg. En 1959, il obtient son doctorat à Würzburg avec une thèse sur le processus élémentaire du rayonnement continu de freinage des rayons X.
En 1971, il suit le Program for Management Development de la Harvard Business School. En  1991, il est nommé professeur honoraire par l'université de Marbourg et enseigne dans les universités de Marbourg, Giessen, Wurtzbourg et Munich les sciences dans l'esprit d'entreprise et la théorie des jeux.
De 1960 à 1970, il travaille dans le service de recherche de Siemens sur le Maser, le Laser et l'holographie. Par la suite, il dirige le département consacré aux semi-conducteurs.
Röß est un pionnier de la recherche sur le Laser en Allemagne. Après son doctorat, il met au point un Maser à rubis pour la diffusion par satellite. Lorsque Theodore Maiman fait connaître ses recherches sur le Laser à rubis, Röß met au point le sien en Allemagne. Peu après, Gerd Herziger et Horst Weber de l'université technique de Berlin présentent le leur.
En 1978, il devient directeur général de Vacuumschmelze, en 1979 de Erwin Sick Optoelektronik Gmbh puis de 1981 à 1989 de Heraeus.

## Source de la traduction
- (de) Cet article est partiellement ou en totalité issu de l’article de Wikipédia en allemand intitulé « Dieter Röß » (voir la liste des auteurs).